# باربی در یک داستان پری دریایی
باربی در یک داستان پری دریایی (به انگلیسی: Barbie in a Mermaid Tale) فیلم پویانمایی ماجراجویی محصول سال ۲۰۱۰ به‌کارگردانی آدام ال وود و تهیه‌کنندگی متل اینترتینمنت و مین‌فریم اینترتینمنت می‌باشد. این فیلم در ۹ مارس سال ۲۰۱۰ بر روی دی‌وی‌دی و بعدها در ۴ آوریل سال ۲۰۱۰ در تلویزیون بر روی نیکلودئون به‌نمایش در آمد. باربی در یک داستان پری دریایی هفدهمین فیلم از مجموعهٔ باربی است و دنبالهٔ آن تحت عنوان باربی در یک داستان پری دریایی ۲ در سال ۲۰۱۲ منتشر گردیده شده‌است.